# Червона Поляна (Кам'янський район)
Черво́на Поля́на — село в Україні, в Кам'янському районі Дніпропетровської області. Входить до складу Саксаганської сільської громади. До 2017 року орган місцевого самоврядування — Саврівська сільська рада. Населення — 135 мешканців.

## Географія
Село Червона Поляна знаходиться за 1,5 км від сіл Новоіванівка і Савро, за 3 км від міста Жовті Води. По селу протікає пересихаючий струмок.

## Населення

### Мова
Розподіл населення за рідною мовою за даними перепису 2001 року:
| Мова            | Відсоток |
| --------------- | -------- |
| українська      | 85,2 %   |
| російська       | 14,1 %   |
| інші/не вказали | 0,7 %    |